# Cerastoderma edule
Cerastoderma edule (nomeada, em inglêsː common European cockle, common cockle, common edible cockle ou edible cockle; em portuguêsː berbigão ou berbigão-comum-europeu; em espanholː berberecho, verdigón ou morgueirolo; em catalãoː escopinya de gallet ou catxel; em francêsː bucarde comestible, sourdon, rigadeau, coque ou coque commune; em alemãoː gemeine Herzmuschel ou essbare Herzmuschel - Herzmuschelː cuja tradução, para o português, é "concha-coração", por lembrar um coração quando com suas valvas unidas e vistas de lado - ; em neerlandêsː kokkel, gewone kokkel ou eetbare hartschelp; em dinamarquêsː Hjertemusling ou almindelig hjertemusling; em danonorueguêsː saueskjell; em neonorueguêsː saueskjel; em eslovenoː užitna srčanka ou srčanke; em croataː kapica; na Bélgicaː Coque ou Kokkel) é uma espécie de molusco Bivalvia marinho litorâneo da família Cardiidae, classificada por Carolus Linnaeus em 1758; descrita como Cardium edule em seu Systema Naturae; considerada a espécie-tipo do gênero Cerastoderma Poli, 1795, cujo nome é derivado do grego antigo, significando keras ("chifre") e derma ("pele"). Habita fundos de praias arenosas e lodosas do nordeste do oceano Atlântico, em águas da zona entremarés e zona nerítica de baixa profundidade, enterradas principalmente em àreas estuarinas até os 5 metros, incluindo em prados de ervas marinhas Zostera noltii e Cymodocea nodosa; mas suas necessidades de salinidade são específicas, não ocorrendo em lagoas salobras. É espécie comestível e muito frequente nas costas marítimas de Portugal, com seu descritor específico derivado do adjetivo latino ĕdūlis ("que se come", "que é de comer"). Suas conchas vazias são utilizadas nas indústrias de construção e química como fonte de cal.

## Descrição da concha
Cerastoderma edule possui concha inflada e ovalada, de contorno subquadrado-arredondado e margem nitidamente crenulada, com valvas similares entre si e cobertas por um perióstraco castanho e reduzido, pouco persistente; esculpida com 22 a 28 costelas radiais e atingindo até 5.6 centímetros de comprimento quando bem desenvolvida; mas normalmente alcançando de 3.5 a 5 centímetros de comprimento. Tem um ligamento externo arqueado e proeminente que é tão longo quanto cerca de um terço da altura da concha. Sua coloração é branca, de um branco-acastanhado a amarelada ou castanha, e por vezes recoberta com manchas irregulares.

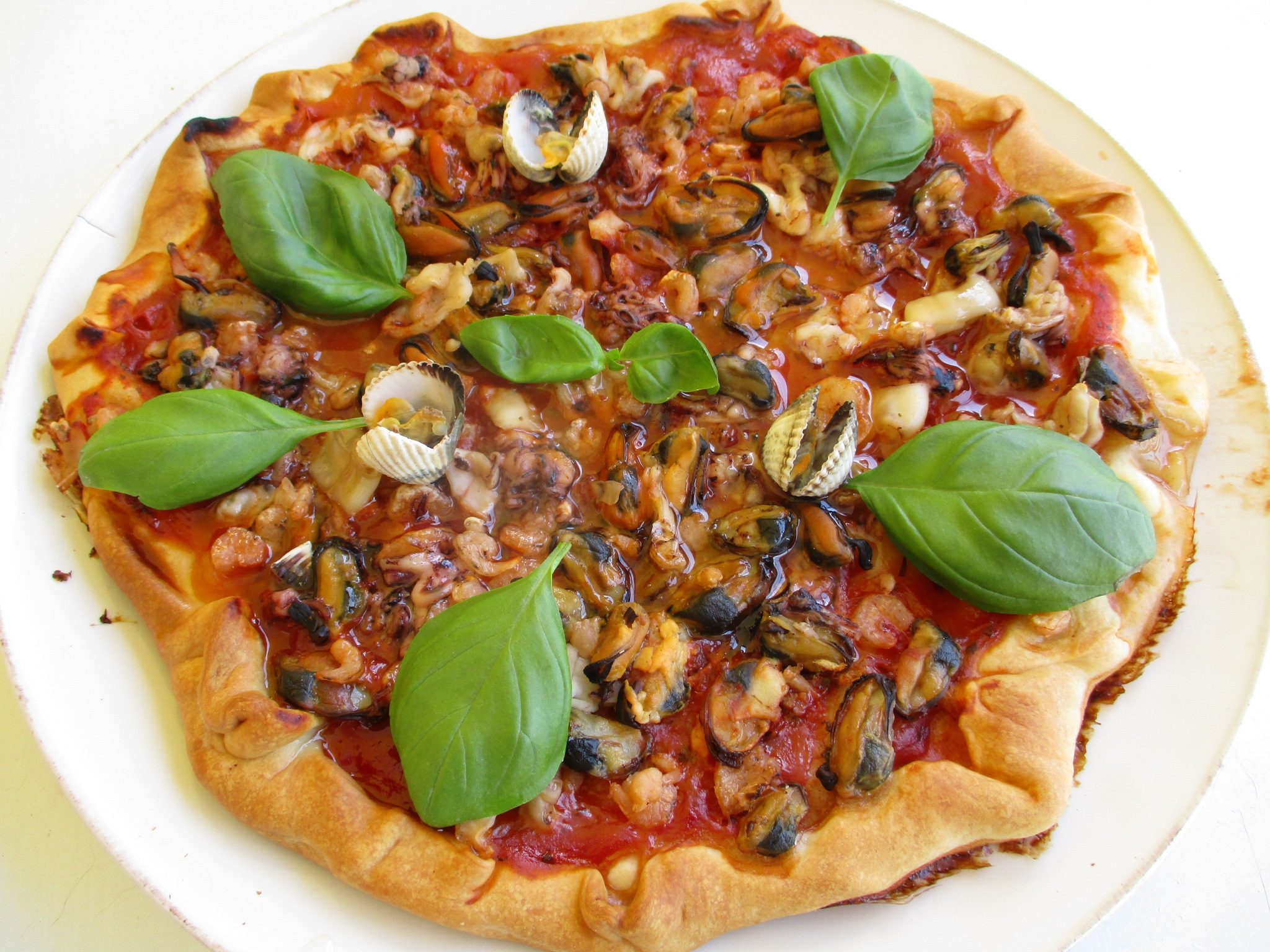
Uma pizza de mariscos contendo conchas de C. edule (Linnaeus, 1758).

## Distribuição geográfica
Esta espécie está distribuída pelo hemisfério norte do Atlântico oriental, da Noruega e Rússia, na Lapônia, e pelo mar de Wadden, mar do Norte e canal da Mancha até o Senegal, ao sul, entrando pelo mar Mediterrâneo e mar Negro e indo da Irlanda ao Egito, ao leste.